# 隱寶貝屬
隱寶貝屬（学名：Cryptocypraea）是宝贝科下的一个属。

## 下属物种
本属包括以下物种：
- Cryptocypraea conjunctedentata (F.A.Schilder, 1932)
- Cryptocypraea dillwyni (F.A.Schilder, 1922)